# 第一次飞行
《第一次飞行》（韓語：퍼스트 라이드）是计划于2025年10月上映的韩国喜剧片，由《30天》的导演南大中执导，并由姜河那、金英光、車銀優、姜泳錫和韓善伙主演。

## 剧情
讲述从小一起长大的好友们，终于实现了梦想并踏上人生首次海外旅行，在这过程中经历一连串突发状况。

## 演员阵容
- 姜河那 饰演 泰政，拥有出众外貌、优异成绩和良好家世的精英，除了完美主义倾向外几乎无可挑剔。[2]
- 金英光 饰演 道振，曾梦想成为闪耀球场的篮球选手，却因渊敏而找到了新的人生目标。[2]
- 車銀優 饰演 渊敏，虽然目前只是宅在家，但却怀抱着成为“明日世界音乐节DJ”的梦想。[2]
- 姜泳錫 饰演 金福，自幼皈依宗教。[2]
- 韓善伙 饰演 玉心，一个凡是下定决心就一定要达成目标的行动派。[2]
- 金康鉉 饰演 道振的父亲，虽然是一个为儿子全心付出的慈父，但同时也有着意想不到的反转魅力。[3]

## 制作

### 选角
2024年5月，媒体报道姜河那有望主演新片《第一次飞行》，与《30天》的导演南大中再度合作，Showbox负责投资发行。2025年4月，車銀優宣布主演该片，成为其担纲主演的首部大银幕作品；同月，正式宣布姜河那、金英光、车银优、姜泳錫和韓善伙主演该片。同年5月，金康鉉确认参演。

### 拍摄
主体拍摄于2025年3月21日开始进行，同年6月前后杀青。

## 发行
该片于2025年7月发布首款海报，宣布定于同年10月在韩国正式上映。